# Municipio de Washington (condado de Noble)
El municipio de Washington (en inglés: Washington Township) es un municipio ubicado en el condado de Noble en el estado estadounidense de Indiana. En el año 2010 tenía una población de 1200 habitantes y una densidad poblacional de 19,56 personas por km².

## Geografía
Según la Oficina del Censo de los Estados Unidos, tiene una superficie total de 61.35 km², de la cual 59.7 km² corresponden a tierra firme y (2.68%) 1.65 km² es agua.

## Demografía
Según el censo de 2010, había 1200 personas residiendo. La densidad de población era de 19,56 hab./km². De los 1200 habitantes, eestaba compuesto por el 95.25% blancos, el 0.75% eran afroamericanos, el 0.08% eran amerindios, el 0.17% eran asiáticos, el 0.08% eran isleños del Pacífico, el 1.5% eran de otras razas y el 2.17% pertenecían a dos o más razas. Del total de la población el 3.83% eran hispanos o latinos de cualquier raza.